# Fuka (jezero)
Fuka je umjetno jezero u Hrvatskoj. Nalazi se u Zagrebačkoj županiji, u općini Gradec, 9 km istočno od Vrbovca. Dobilo je ime po naselju Fuka, koje se nalazi u neposrednoj blizini jezera. Površina iznosi 36 hektara.